# Joe Smith (calciatore 1890)
Joe Smith (Netherton, 17 aprile 1890 – 9 giugno 1956) è stato un calciatore inglese, di ruolo difensore.

## Palmarès

### Competizioni nazionali
- Campionato inglese: 1

West Bromwich: 1919-1920
- Charity Shield: 1

West Bromwich: 1920

#### Competizioni regionali
- Birmingham & District League: 1

Worcester City: 1929-1930
- Worcestershire Senior Cup: 1

Worcester City: 1929-1930